# Тенко Тенев
Тенко Тенев е български поет.

## Биография
Тенко Кънчев Тенев е роден на 10 май 1951 г. в Ямбол. След като завършва основното си образование, следва българска филология във Великотърновския университет. Дипломира се през 1976 г. През 1984 г. завършва политология в София. Бил е член на Кабинета на младия писател. През периодите 1978 – 1979 и 2005 – 2008 г. е директор на Младежкия дом в Ямбол.
От 1991 г. три мандата е общински съветник. Между 1991 и 1995 г. е председател на Постоянната комисия по култура към Общинския съвет в Ямбол.
Три години е началник на отдел „Култура и вероизповедания“, a от 2000 г. до 2004 г. е директор на дирекция „Социално развитие“ в родния си град.
В продължение на почти 20 години е член на управителния съвет на Клуба на дейците на културата, председател е на Дружеството на запасното войнство към община Ямбол.
Автор е на двадесет и три поетични книги.
От 2002 г. е председател на Дружеството на ямболските писатели, след като десет години е бил негов творчески секретар. Член е на Съюза на българските писатели.

## Отличия и награди
Удостоен е с наградата „Васил Карагьозов“ на община Ямбол през 1993 и 2011 г.
През ноември 2014 г. по повод 100-годишнината от създаването на Съюза на българските писатели е удостоен от него с почетна грамота за принос към българската литература. Две години по-късно му е връчена Националната литературна награда „Иван Нивянин“. На 19 май 2017 г. Тенко Тенев е награден с почетен знак „Златен век“ от Министерството на културата.
През 2021 г. става почетен гражданин на Ямбол.

## Стихосбирки
- „Лиричен календар“ – 1985
- „Нежни изстрели“ – 1988
- „Спасена светлина“ – 1991
- „Мелодия за двама“ – 1993
- „Имена и съдби“ – 1995
- „Сияйно и тъжно“ – 1995
- „Стъпки в небето“ – 1997
- „Самотата на времето“ – 1998
- „Олтар от обич“ – 1999
- „Възторзи и горчилки“ – 2000
- „Мълчалив водосвет“ – 2002
- „Елмазите на Вселената“ – 2003
- „Думи за приятели“ – 2005
- „Посвещения“ – 2006
- „Слънчеви видения“ – 2006
- „Вечерен пейзаж“ – 2007
- „Бавни вълшебства“ – 2009
- „Песни за любовта и смъртта“ – 2011
- „Сребърни разпятия“ – 2012
- „И винаги ще има обич“ – 2015[2]
- „Светлите олтари на деня“ – 2016
- „Очарованието на думите“ – 2016
- „Всичко е любов“ – 2019
- „Завинаги в мен“ – 2021
- „Рисунки по водата“ – 2023[8]